# 루이텐 b
루이텐 b는 지구형 행성으로 12.2 광년 떨어진 루이텐의 별을 돌고 있다. 생명체 거주 가능 지역을 공전하며(3번째로 가깝고, 더 가까운 외계행성은 로스 128b와 프록시마 b임), 지구와 비슷한 질량과 반경으로 슈퍼 지구 범주에 들어간다. 지구보다 빛을 6% 더 많이 받지만, 평균 온도는 섭씨 약 -14도다. 과학자들은 여기 생명체들이 살 수 있을 거라고 생각하고 있다.

## 질량, 온도, 반지름
b 질량이 지구보다 약 1.35배 정도 더 크다. 이 행성은 도플러 효과로 발견해서 정확한 질량과 반지름을 알기 어렵다(다만 이 틀에 나온 값은 흔드는 정도를 측정해서 구한 값이다). 온도는 반사도를 측정해서 측정한 값이다.

## 공전
b는 공전을 18.6일마다 하며, 평균적인 모항성과의 거리는 0.091AU다. 그럼에도 항성이 작아서 -7도다(모항성은 M형으로 적색왜성이다.). 행성의 온도가 -7도인 이유는 모항성과 0.091AU 떨어져 있으나 모항성이 내는 빛과 열이 작기 때문이다.

## 모행성
모행성은 M형 별로, 주계열성인 적색왜성이다. 태양의 29.3% 정도에 반지름의 29% 정도로 작다. 온도는 약 3320K다. 여러모로 프록시마와 비슷하다고 할 수 있다.

## 같이 보기
- LHS 1140 b
- 센타우루스자리 프록시마 b
- 로스 128 b